# 潘姿吟
潘姿吟（1992年7月23日—）為臺灣女子籃球運動員，場上位置為控球後衛，現效力於電信女籃。潘姿吟來自宜蘭，就讀壯圍國中時某次對上海山國中的比賽表現獲得電信女籃的青睞，因此進入電信女籃幼隊海山高中，並開始練習打控球後衛，高中畢業後升學至國立臺灣師範大學，同時UBA、WSBL兩邊跑。
2014年10月潘姿吟加盟WCBA衛冕軍山西女籃，WCBA菜鳥球季潘姿吟出賽了23場，場均上場7分51秒，繳出2.4分、1.2籃板、0.5助攻、0.4抄截的表現，球隊最終完成WCBA三連后。WCBA第二個球季，山西女籃止步於八強，潘姿吟共出賽25場，場均上場20分鐘，可挹注3分、1.8籃板、2.1助攻。2016年8月潘姿吟受到膝蓋傷勢影響，決定離開WCBA舞臺，放棄與山西女籃的剩餘兩年合約，回歸電信女籃，同年10月開始與電信女籃一同訓練。

## 外部連結
- 潘姿吟在Eurobasket.com（球員）（英语）
- 潘姿吟在Eurobasket.com（球員）（英语）